# Jan Nepomucen Kamiński
Jan Nepomucen Kamiński herbu Topór, krypt.: i. n. k.; i-n-k; i... n... k...; J. N. K.; J. N. Kam. (ur. 27 października 1777 w Kutkorzu koło Lwowa, zm. 5 stycznia 1855 we Lwowie) – polski reżyser, aktor, dramatopisarz, tłumacz, poeta, redaktor, autor pism filozoficznych i językoznawczych, dyrektor teatru polskiego we Lwowie, nazywany Ojcem galicyjskiej sceny polskiej.

## Życiorys

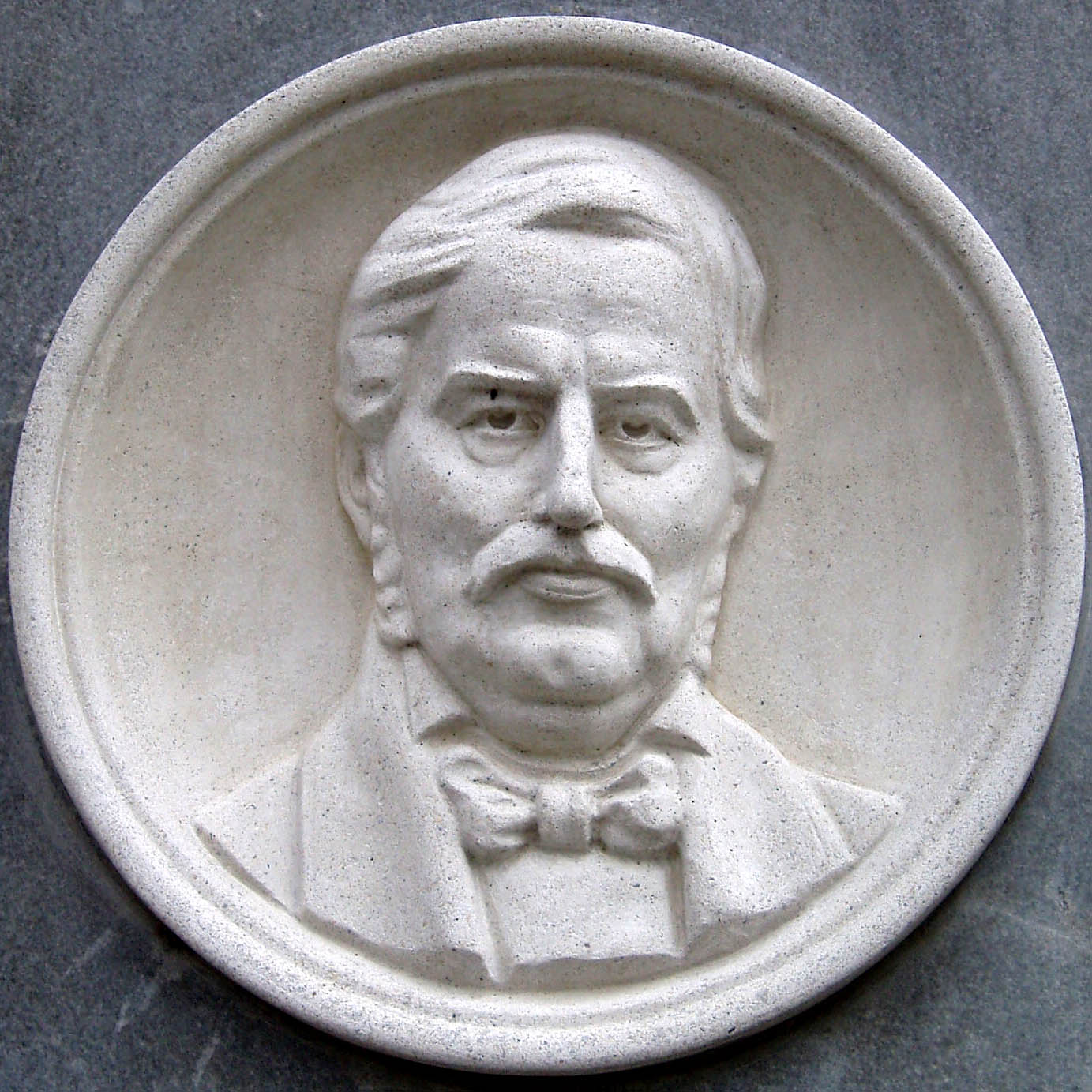
Portret aktora na nagrobku na Cmentarzu Łyczakowskim we Lwowie.

Urodził się w Kutkorzu (pow. złoczowski), w zubożałej rodzinie szlacheckiej, jako syn ekonoma dóbr hrabiostwa Łączyńskich. Pierwsze nauki pobierał we Lwowie, gdzie w roku 1796 ukończył gimnazjum, a wkrótce potem zaczął studiował filozofię na tamtejszym uniwersytecie. Już jako uczeń gimnazjum był częstym widzem teatru niemieckiego, próbując także przeróbek niemieckich dramatów. Pierwsze polskie przedstawienia oglądał najprawdopodobniej w roku 1793, w wykonaniu zespołu M. Każyńskiego. Na potrzeby teatru Dominika Morawskiego (lata 1793–1794) tłumaczył sztuki z języka niemieckiego. Znaczący wpływ na dalsze losy Kamińskiego miał trzeci pobyt (lata 1795–1799) W. Bogusławskiego we Lwowie. W tym okresie dostarczał jego zespołowi tłumaczeń i przeróbek sztuk. Prawdopodobnie próbował także aktorstwa. Po wyjeździe Bogusławskiego (1799) zawiązał amatorski zespół teatralny ze stałą siedzibą w pałacyku Stanisława Wronowskiego. Po kilku latach działalności władze austriackie zakazały zespołowi występów. Wówczas (1803) Kamiński udał się do Kamieńca Podolskiego, gdzie założył nowy zespół aktorski. Przez krótki okres (do roku 1805) związany był także z tamtejszym teatrem polskim. Później występował m.in. w Dubnie, Kijowie i Mińsku.
W roku 1809 powrócił do Lwowa i, przy wsparciu Kaspra Kamińskiego, 27 maja zainaugurował przedstawienia polskie. Po powrocie Austriaków (grudzień 1809) zdołał pozostać we Lwowie dzięki wsparciu dyrektora teatru niemieckiego F.H. Bulli i gubernatora P. Goessa. Przez 1/3 stulecia (w latach 1809–1842) kierował tamtejszym teatrem w trudnych warunkach germanizacji i prześladowań polskości w stolicy zaboru austriackiego. Z czasem udało mu się uzyskać zgodę na 8 przedstawień polskich miesięcznie, których wystawianie w roku 1817 usankcjonowało pozwolenie cesarza Franciszka I. Ubogi naówczas repertuar zasilał przeróbkami i tłumaczeniami z literatur obcych i przyswoił scenie naszej sto kilkadziesiąt utworów dramatycznych. Od roku 1820 borykał się z trudnościami finansowymi. Ich skutkiem było rozwiązanie zespołu 2 sierpnia 1822. Kamiński nie poddał się – już 4 miesiące później (9 grudnia) reaktywował swój zespół aktorski. Obowiązujący do 1842 roku przywilej teatralny obejmował tylko teatr niemiecki – polscy aktorzy działali wyłącznie na podstawie nie zawsze formalnych umów z przedsiębiorcami austriackimi. Za przykładem Bogusławskiego zorganizował we Lwowie amatorską grupę teatralną, która grywała po 1804 i na prowincji, zapędzając się aż do Odessy (1805–1809). Był aktorem, reżyserem, dramaturgiem, przede wszystkim jednak przedsiębiorcą teatralnym. Zajmował się wszystkimi problemami teatru (dobór repertuaru, angażowanie aktorów, projektowanie dekoracji, prowadzenie spraw finansowych). Stworzył we Lwowie scenę polską i wywalczył dla niej egzystencję prawną, wykształcił także całe pokolenie artystów. Do jego teatru garnęli się znani i cenieni aktorzy, wystawiał bowiem repertuar narodowy. Autorami sztuk dla teatru lwowskiego byli także m.in. Aleksander Fredro i Józef Korzeniowski. Kiedy w 1841 hrabia Stanisław Skarbek zbudował swój teatr we Lwowie, przeszli do niego aktorzy występujący wcześniej u Kamińskiego.
Zmarł 5 stycznia roku 1855, jego grób znajduje się na Cmentarzu Łyczakowskim we Lwowie.

## Twórczość
Był także autorem kilkudziesięciu adaptacji teatralnych dzieł niescenicznych lub przeznaczonych dla teatrów niedramatycznych (m.in. „Zabobon, czyli Krakowiacy i Górale” (1821), oryginalnych tekstów (np. „Twardowski na Krzemionkach”), a także przekładów, m.in. Szekspira, Calderona, Schillera. W latach 1835–1848 był redaktorem „Gazety Lwowskiej” i „Rozmaitości”. Przetłumaczył m.in.: „Wallenstein” (1837), Schillera „Dwaj Pikkolominiowie” (1834), Hamleta (1805), Makbeta, Króla Lira Williama Shakespeare’a i Judytę F. Hebbla i Calderona „Lekarz swego honoru” (1827). Zawdzięczamy mu wczesne spolszczenie poezji Schillera (od roku 1816), jak „Ballady i pieśni” i „Pieśń o dzwonie”. Jego rozprawki o języku polskim („Czy język nasz jest filozoficzny?”, „Wywód filozoficzności naszego języka”) znalazły u wybitnych przedstawicieli naszego romantyzmu żywy oddźwięk.
Podczas jego bytności w Kamieńcu Podolskim (1803–1805) powstało wiele przekładów i projektów inscenizacji (Hamlet, Makbet, Medea), realizowanych później we lwowskich teatrach przez kilkadziesiąt lat.

### Ważniejsze dzieła
1. „Wiersz do publiczności lwowskiej w wilią Nowego Roku 1812”, Rocznik Teatru Polskiego we Lwowie 1815
2. Kłótnia przez zakład. Sceniczna fraszka w 1 akcie, z muzyką (K.) Lipińskiego, wyst. Lwów 1812 lub 1813; rękopis: Ossolineum, sygn. 11482/I; fragm. Rocznik Teatru Polskiego we Lwowie 1814; (według komedii rosyjskiej: Sobolowa szuba)
3. „Śpiewy do komedioopery w 1 akcie Gaweł w piekle”, powst. 1813, wyst. Lwów 30 stycznia 1814; fragm. Rocznik Teatru Polskiego we Lwowie 1814; (prawdopodobnie według M. A. M. Déssaugiers, M.F.D. d’Allarde: Jocrisse aux enfers, ou l’Insurrection diabolique; przerobił A.F. Żółkowski)
4. „Wiersze do opery krotochwilnej Syrena z Dniestru, cz. I. (muzyka: F. Kauer, S. Dawydow; do wierszy polskich: K. Lipiński), wyst. Lwów przed rokiem 1814; fragm. Rocznik Teatru Polskiego we Lwowie 1814; (według F. Kauer: Das Donauweibchen; przerobił D. Jakubowicz)
5. Syrena z Dniestru, cz. II, czyli Tere-fere w tarapacie. Opera krotochwilna we 3 aktach, z niemieckiego przerobiona i oryginalnym tekstem powiększona..., powst. 1813(?), wyst. Lwów 21 marca 1814; rękopis: Ossolineum, sygn. 1613/I s. 11–148; (według F. Kauer)
6. Rotmistrz ogrodnikiem. Komedia w 1 akcie, wyst. Lwów przed rokiem 1814 (według A.F. Kotzebue)
7. Mieszczanin szlachcic, czyli Turcy na Wołyniu. Komedia w 5 aktach z muzyką, wierszem i prozą, naśladowana z francuskiego p. Moliera. Wiersz F. Kowalskiego, proza J. N. Kamińskiego, wyst. Lwów 21 lutego 1814; rękopis: Ossolineum, sygn. 10675/I
8. „Kantata w dzień Nowego Roku 1815”, Rocznik Teatru Polskiego we Lwowie 1815
9. „Kantata w dzień imienin Najjaśniejszego Franciszka I, Cesarza Austriackiego, Króla Galicji i Lodomerii, d. 5 października 1814”, Rocznik Teatru Polskiego we Lwowie 1815
10. Jan z Paryża. Opera komiczna we 2 aktach, przez p. St. Just (Godard d’Aucour de Saint-Just) we francuskim, przez J. N. Kamińskiego i K. Łopuszańskiego w polskim języku napisana. Muzyka p. F.A. Boieldieu, wyst. Lwów 24 maja 1815; rękopis: Ossolineum, sygn. 10764/I, s. 1–90; fragm. Rocznik Teatru Polskiego we Lwowie 1815
11. „Kantata w dzień imienin J. W. Piotra Goessa, b. Gubernatora Galicji i Lodomerii”, Rocznik Teatru Polskiego we Lwowie 1815
12. Zabobon, czyli krakowiacy i górale. Zabawka dramatyczna ze śpiewkami, w 3 aktach. (muzyka: K. Kurpiński), powst. 1815, wyst. Warszawa 16 czerwca 1816, wyd. Lwów 1821 (z przedmową autora); wyd. następne: Warszawa 1859; Tarnów 1881 Biblioteka Uniwersalna Arcydzieł Polskich i Obcych; Lwów (1885) Biblioteka Mrówki nr 196-197; Poznań 1886; Złoczów 1906 Biblioteka Powszechna nr 242-243; rękopisy: 1) prawdopodobnie autograf z licznymi poprawkami autora, egz. do druku wyd. 1; Biblioteka Uniwersytetu we Lwowie, sygn. 319/II; 2) Zabobon, czyli krakowiacy i górale. Opera w 2 aktach. We Lwowie 1815, z dedykacją „Do autora pierwszej części Krakowiaków”; egz. Teatru Narodowego z obsadą, skreśleniami tekstu; Biblioteka Narodowa BOZ, sygn. 1015; 3) Biblioteka Teatru Śląskiego w Katowicach, sygn. 5612; 4) tekst oraz fragm. partytury; Ossolineum, sygn. 10845/I; przekł. niemiecki: J.A. Gleich: Die Drachenhöhle Ländliche. (muzyka: W. Müller), 1829
13. „Odpowiedź na krytykę Emilii Galotti w nrze 196 (Gazety Lwowskiej) umieszczoną”, Gazeta Lwowska 1816, nr 202
14. „Kantata napisana przez... dyrektora teatru polskiego, a śpiewana przez aktorów polskich dnia 18 lipca w obecności Najjaśniejszego Cesarstwa Ichmość Austriackich w teatrze lwowskim”, Rozmaitości (Lwów) 1817, nr 16
15. Helena, czyli hajdamacy na Ukrainie. Dramat w 5 aktach, wyst. Lwów 20 grudnia 1819, rękopis Centralnego Państwowego Archiwum Historycznego we Lwowie: zbiór Towarzystwa Naukowego Szewczenki, sygn. C. N. 309/3c; (według T. Koerner: Hedwig)
16. „Mądry po szkodzie. Powiastka”, Rozmaitości (Lwów) 1822, nr 28
17. Artykuł nadesłany. („O krytyce teatralnej”), Rozmaitości (Lwów) 1822, nr 28
18. „Głos boleści na skon Franciszka barona Hauera, gubernatora Galicji, przez...”, Rozmaitości (Lwów) 1822, nr 138 i wyd. osobne: Lwów (1822); wyd. następne: zobacz poz. 27
19. Książęta Mazowieccy, czyli dolina czarów. Romantyczna komedia w 5 aktach wierszem i prozą, podług niemieckiego naśladowana..., powst. 1824 (1834?); rękopis: Biblioteka Czartoryskich, sygn. II 4972
20. Twardowski na Krzemionkach. Krotochwila czarodziejska we 3 aktach, z powieści gminnej dla teatru lwowskiego w kwietniu 1825 napisana..., wyst. Lwów 1825 (pt. Twardowski na Krzemionkach, czyli Złotomir i Lubowida); rękopis: Ossolineum, sygn. 4666/III
21. Twardowski tegoczesny, czyli diabeł na Krzemionkach. Komedia w 4 aktach; rękopis: Biblioteka Teatru Śląskiego w Katowicach, sygn. 732
22. Szlachta czynszowa, czyli kłótnia o wiatr. Komedioopera w 1 akcie, wyst. Lwów 1825, rękopisy: Biblioteka Teatru Śląskiego w Katowicach, sygn. 699, 1708; Ossolineum, sygn. 10472/I (egz. datowany 1877 z adnotacją: muzyka hr. Tarnowskiego)
23. Bolesław Śmiały, mieszkaniec przepaści, czyli dziewica z monasteru w górach Karynckich. Romantyczna melodrama w 3 aktach, które poprzedzi bitwa pod Karpatami. Prolog w 1 akcie..., powst. 1825 (1826?), wyst. Lwów 28 czerwca 1826 (pt. Bolesław Śmiały, czyli dziewica w górach Karynckich); rękopis: Ossolineum, sygn. 1054/I; adnotacja cenzury z 8 czerwca 1826; (według powieści Ch. V. d’Arlincourt: Le Solitaire)
24. Kominiarz i młynarz, czyli zawalenie się wieży. Komedioopera w 1 akcie, powst. 1826, wyst. Lwów 1827(?), wyd. Poznań 1898 Naród sobie nr 14; wyd. następne: Poznań 1908; Poznań 1930; rękopisy: Biblioteka Teatru Śląskiego w Katowicach, sygn. 1962; Biblioteka Czartoryskich, sygn. II 5012 (pt. Młynarz i kominiarz. Krotochwila w 1 akcie)
25. Pieśń z powodu uroczystego założenia kamienia węgielnego na Dom Radny... miasta Lwowa d. 21 października 1827 (Lwów 1827), wyd. następne: zobacz poz. 27
26. Sonety, Lwów 1827 (dedykowane Augustowi Długoszowi Lobkowiczowi; przekł. niemiecki: Die Sonetten, 1840)
27. Przekłady i ulotne wiersze, t. 2, Lwów 1828 (dedykowane Wincentemu Kopystyńskiemu), zawartość: poz. 18, 25; Przekłady: poz. 31, fragmenty poz. 32 i 37; Tempe (z J.P. Uza); Do autora pierwszej części „Krakowiaków”; Kantata w dzień Imienin Naj. Cesarza Austrii; Wiersz do ks. Metternicha; autograf Wiersza z powodu szczęśliwego ozdrowienia Jaśnie Oświeconego Książęcia Jego Mości Klemensa Wacława Lotar de Metternich Winneburg podczas bytności tegoż we Lwowie w Bibliotece Uniwersytetu Lwowskiego, sygn. 808/III
28. Hymn śpiewany przez aktorów sceny polskiej w wigilię urodzin Najjaśniejszego Cesarza i Króla Galicji i Lodomerii, napisany przez..., Lwów 1828
29. Skalmierzanki, czyli koniki zwierzynieckie. Komedioopera w 3 aktach, powst. 1828, wyst. Lwów 13 lutego 1830, wyd. Warszawa 1863; wyd. 2 Poznań Naród sobie nr 101 (z muzyką Baschnego); rękopisy: 1) Szkalmierzanki. Opera w 3 aktach, prawdopodobnie autograf Biblioteki Teatru Śląskiego w Katowicach, sygn. 678 (adnotacja cenzury z 13 czerwca 1831); 2) Ossolineum, sygn. 11061/I (kopia z roku 1873); 3) Biblioteka Teatru im. Słowackiego w Krakowie, sygn. 209; (przekł. niemiecki: Die Mädchen von Skalmierz, brak miejsca i roku wydania
30. „Krótka treść o początkach i stanie teatru polskiego we Lwowie’, powst. 1829, wyd. B. Czarnik, Sprawozdanie z Czynności Zakładu Narodowego im. Ossolińskich za rok 1890 i odb.
31. Kosynier, czyli Antek spod Racławic. Komedioopera w 1 akcie, powst. 1829, wyd. Warszawa 1831
32. Burmistrz zapieczętowany. Krotochwila w 2 aktach, przez... przerobiona, wyst. Lwów przed rokiem 1830
33. Lwowianka, królowa Golkondy, czyli Finfa w obrotach. Krotochwila ze śpiewkami i chórami, w 3 aktach, dla sceny lwowskiej przez... napisana, powst. 1829, wyst. Lwów 25 stycznia 1830; rękopis: Ossolineum, sygn. 5202/I; (według Treitschle: Aline, Königin von Golkonda; Treitschle przełożył lub przerobił? z J.B.C. Vial, E. G. Favières: Aline, reine de Golconde); 15 kwietnia 1822 odbyła się we Lwowie premiera opery: Alina, królowa Golkondy; prawdopodobnie przekład z Treitschle’a; być może tłumaczył ją Kamiński, a dopiero potem przerobił na Lwowiankę
34. „Czy nasz język jest filozoficzny?”, Haliczanin, t. 1, Lwów 1830, s. 71–108
35. „Wywód filozoficzności naszego języka”, Haliczanin, t. 2, Lwów 1830, s. 108–164
36. „Myśli o umnictwie dramatycznym”, Haliczanin, t. 2, Lwów 1830, s. 233–254
37. Taraban, mały dobosz. Komedioopera w 1 akcie, z francuskiego przerobiona..., powst. 1831, wyst. Lwów 4 grudnia 1839; rękopis: Biblioteka Czartoryskich, sygn. I 5149; (według E. A. Scribe)
38. Wybór piosenek z części trzeciej „Krakowiaków i górali”, Rozmaitości (Lwów) 1832, nr 3; wyd. następne: Kilka śpiewów ze szkicu do trzeciej części... zobacz poz. 51; cz. 2 (zobacz poz. 12) i cz. 3 „Krakowiaków i górali” jest kontynuacją „Cudu mniemanego” Bogusławskiego; okolicznościowe kuplety do utworu Kamińskiego pisali różni autorzy; wyd.: T. Skalski w: Kuplety z operetek... „Krakowiacy i górale”, śpiewane we Lwowie i Krakowie... Kraków 1885; A. Szczepański w: Kuplety z opery „Krakowiacy i górale”... Wiedeń 1892 (tekst polski i niemiecki)
39. „Lunatyk, czyli sześć wieczorów kasztelana”, Rozmaitości (Lwów) 1832, nr 39-42; przedr. zobacz poz. 43
40. Hymn błagalny o długie panowanie Najj. Cesarza i Króla Franciszka I, d. 4 października 1834, brak miejsca i roku wydania
41. Dlaczego? Komedia w 2 aktach, wyst. Lwów 15 grudnia 1834, rękopis: Biblioteka Teatru Śląskiego w Katowicach, sygn. 1206 (współoprawione z poz. 67)
42. „Wiersz na ukończenie wieży ratuszowej miasta Lwowa. Dnia 2 października 1835”, brak miejsca i roku wydania; Rozmaitości (Lwów) 1835, nr 40; przedr. zobacz poz. 51
43. Haliczanka, czyli zbiór nowszy wierszy, Lwów 1835 (dedykowane Walentemu Chłędowskiemu), zawartość m.in.: Bajazzo (rękopis Instytutu Literatury Ukraińskiej Akademii Nauk Kijów, sygn. 3/3107); Czerwony płaszcz (powieść); Skutki przestrachu (powiastka); Wiersz w dzień Nowego Roku; poz. 39, 44; Przekłady poz. 42; porównaj poz. 51
44. Pan Piotr z Podlasia. Przypadek na odpuście (poemat), wydane w poz. 43; wyd. następne: wyd. osobne Lwów 1848; zobacz poz. 54; Lwów 1881 Biblioteka Uniwersalna Arcydzieł Polskich i Obcych (tu razem: Poezje F. Morawskiego)
45. „Tetera. Powieść zaporoska. Podług rosyjskiego”, Rozmaitości (Lwów) 1835, nr 50
46. Król żołędny, czyli szuler i grabarz. Melodramat w 6 aktach p. A. Varry (A. Varin) i J. Schik... przerobiona(!), 1839 (muzyka: H. Proch), wyst. Lwów 18 lutego 1839; rękopisy: Ossolineum, sygn. 10573/I; Biblioteka Czartoryskich, sygn. II 5122 (pt. Król żołędny, czyli szuler i grabarz. Dzieło sceniczne w 5 aktach, 6 odsłonach)
47. Powitanie. Obraz narodowego życia, z okazji wizyty we Lwowie Arcyksięcia Franciszka Karola, wyst. Lwów 25 września 1839
48. Niebezpieczna ciotunia. Komedia w 4 aktach z prologiem, wyst. Lwów 3 stycznia 1840 (według L. A. Albini)
49. Kilka scen z życia dziennikarza (fragm. dramatu), deklamowany Lwów 12 lipca 1841, wyd. zobacz poz. 51
50. „Myśl przy zaprowadzeniu do nowo wystawionego budynku dla szkoły głuchoniemych etc., datkiem... arcyksięcia Ferdynanda d’Este... uposażonej”, Lwów (1841); Rozmaitości (Lwów) 1841, nr 40; przedr. zobacz poz. 51
51. Wycieczka z miasta, wiersz, 1843
52. Zbiór niektórych poezji... Jako dalszy ciąg „Haliczanki”, Gołąb pożaru („Album wyd. ... na korzyść pogorzelców miasta Rzeszowa), Lwów 1843; także wyd. następne (tytułowe), Lwów 1862; zawartość m.in.: Do W(incentego) K(opystyńskiego) o tłumaczeniu; poz. 38, 42, 49-50; Przekłady poz. 54; pierwodruk niektórych zebranych tu utworów ogł. Rozmaitości (Lwów) 1840–1841
53. Dziwak z uprzedzenia, czyli staroświecczyzna i postęp czasu. Szkic dramatyczny, komiczno-krotochwilny, w 4 aktach, ze śpiewkami i obrazem, wyst. Lwów 6 lipca 1849; rękopisy: 1) najprawdopodobniej autograf z teatru lwowskiego w Ossolineum, sygn. 11300/I; 2) Biblioteka Teatru Śląskiego w Katowicach, sygn. 1140; 3) Dziwak z uprzedzenia, czyli postęp czasu albo staroświecczyzna. Szkic dramatyczny ze śpiewami w 4 aktach, Biblioteka Teatru im. Słowackiego w Krakowie, sygn. 881 (adnotacja cenzury krakowskiej z 12 grudnia 1870); 4) Dziwak z uprzedzenia, czyli postęp czasu albo staroświecczyzna. Krotochwila ze śpiewami i tańcami, w 4 aktach, Biblioteka Teatru Polskiego w Poznaniu, sygn. R. 1102 (adnotacja cenzury warszawskiej z 4 lub 9? stycznia 1878); 5) Dziwak z uprzedzenia, czyli postęp czasu albo staroświecczyzna. Komedia ze śpiewami, w 4 aktach, 5 odsłonach; Biblioteka Teatru im. Słowackiego w Krakowie, sygn. 882; tekst przepisany z rękopisu 3; (według A. Bäuerle: Rococo)
54. Ostre wychowanie i miłość macierzyńska. Drama w 1 akcie, podług niemieckiego p. (Ch.) Birch-Pfeiffer przepolszczona dla sceny lwowskiej..., wyst. Lwów 19 listopada 1849, rękopis: Ossolineum, sygn. 10040/I
55. Zbiór wierszów wesołych, Lwów 1849, zawartość m.in.: poz. 44
56. Czy to we śnie, czy na jawie, czyli ostatnia rola aktorki. Krotochwila w 2 aktach. Podług niemieckiego dla sceny lwowskiej przerobiona..., wyst. Lwów 1850; rękopis: Ossolineum, sygn. 10586/I; (według F. Keller: Ein Traum, kein Traum oder der Schauspieleren letzte Rolle)
57. Kwiaty z błoń wesołości. Sceniczne widowisko w 7 oddziałach, z nowych i ulubionych dzieł dramatycznych i muzykalnych ułożone, wyst. Lwów 3 lipca 1850
58. Wesele na Podgórzu. Krotochwila w 1 akcie, ze śpiewami, tańcami i obrazem, wyst. Lwów 18 sierpnia 1850
59. Dwanaście dziewcząt pod bronią. Krotochwila ze śpiewkami, w 1 akcie, podług francuskiego... napisana, z muzyką rozmaitych autorów, wyst. Lwów 6 listopada 1850 (najprawdopodobniej według L. Angely: Siedem dziewcząt pod bronią, przeł. przez Kamińskiego; zobacz: Przekłady poz. 40)
60. Bracia Strawińscy. Dramat w 5 oddziałach, według powieści Henryka Rzewuskiego „Listopad, czyli bracia Strawińscy”, wyst. Lwów 27 czerwca 1851 (inny tytuł: Listopad)
61. Dusza uważana jako myśl, słowo i znak. Psychologiczno-etymologiczne poszukiwanie, Lwów 1851
62. Książka do czytania na klasę drugą c. k. szkół ludowych, Wiedeń 1852
63. Książka do czytania na klasę trzecią szkół głównych, Wiedeń 1852
64. Helikon i uroczystość na dolinie Tempe. Obraz w 3 przemianach, wyst. Lwów 23 czerwca 1852
65. Lewater sędzia. Komedia w 2 aktach, z francuskiego przez Rudolfa Genée, dla tutejszego teatru na polski na polski język... wolno przełożona, wyst. Lwów 1853; sygn. 10158/I
66. Cicha woda brzegi rwie! Szkic z obrazu życia w 5 aktach a 6 oddziałach oryginalnie napisany, wyst. Lwów 27 czerwca 1853 (według Der Spekulant und sein Schwiegersohn)
67. Diabeł w zalotach, czyli zaręczyny Beliala. Widowisko sceniczne w 3 aktach, ze śpiewami i tańcami, przerobiona(!) z niemieckiego..., wyst. Lwów 11 września 1853; rękopisy: 1) Ossolineum, sygn. 11032/I i 11081/I; 2) Podróż na wesele, czyli diabeł w zalotach, Biblioteka Teatru Śląskiego w Katowicach, sygn. 4134 (adnotacja cenzury rosyjskiej z roku 1876); 3) Biblioteka Czartoryskich, sygn. 5055; 4) Diabeł w zalotach. Sztuka czarodziejska w 3 aktach, Biblioteka Teatru im. Słowackiego w Krakowie, sygn. 801; (według A.G. Meissner: Der Liebesteufel oder Alchymist)
68. Po angielsku. Komedia w 1 akcie, podług C. A. Gaerner napisana..., powst. 1854; rękopis: Biblioteka Teatru Śląskiego w Katowicach, sygn. 1206 (współoprawione z poz. 41)
69. Przymuszone związki, czyli herszt opryszków karpackich. Dramat w 5 aktach..., z powieści gminnej oryginalnie napisany; rękopis: Biblioteka Czartoryskich, sygn. II 4934
70. Wójt sędzia prezydujący, czyli sprawa w Osiecku. Krotochwila ze śpiewkami, w 1 akcie. Z komedii francuskiej przerobił... (informacja L. Bernacki: J. N. Kamiński. 1777-1855, Lwów 1911)
71. Zdrajca kraju, informacja L. R. (Estreicher): „J. N. Kamiński”, Postęp 1861, zeszyt 5.

Ponadto swe artykuły i drobne utwory ogłaszał w czasopismach i zbiorach: Rozmaitości (Lwów 1821–1848; tu: wiersze, fraszki, powiastki, przekłady), Haliczanin (Lwów 1830, t. 1-2; tu: „Myśl pod krzyżem”, wiersz), Lwowianin (1842: tu: „Mowa... miana do publiczności dnia 18 marca 1842 r. przy ostatnim przedstawieniu scenicznym polskim w miejskim teatrze”, Nr 4, s. 136). Wiele swych wierszy przedrukował w antologiach, m.in.: W. Bełza w: Ojczyzna w pieśniach poetów polskich, Lwów 1901 (tu wiersze patriotyczne: „Polak nie sługa”; Przekłady poz. 55; „Do wolności”); J. Tuwim w: Księga wierszy polskich XIX w., t. 1, Warszawa 1956; P. Hertz w: Zbiór poetów polskich XIX w., księga 1, Warszawa 1959.

### Przekłady
1. Inkle i Jaryko. Sztuka w 1 akcie, wyst. przez uczniów gimnazjum we Lwowie przed rokiem 1796; prawdopodobnie przekład (może przeróbka?) tragedii Inkle und Yaryko (Augsburg 1777) lub dramatu pod tym tytułem, przerobionego z angielskiego przez F.L. Schrödera (Schwerin 1794); informacja H. Skimborowicz: „Literaci i artyści polscy zmarli w ubiegłym roku”, Gazeta Warszawska 1856, nr 28; „J. N. Kamiński”, Nowiny 1855, nr 5
2. L. Da Ponte: Drzewo Diany. Opera komiczna (muzyka: J. Martini), wyst. Lwów 1798
3. Pustelnicy w lesie. Komedia. Z niemieckiego przełożona dla teatru Bogusławskiego we Lwowie, wyst. Lwów przed rokiem 1799; informacja L. Bernacki: J. N. Kamiński. 1777-1855, Lwów 1911; K.W. Wójcicki: Życiorysy znakomitych ludzi, t. 2, Warszawa 1851; L. R. (Estreicher): „J. N. Kamiński”, Postęp 1861, zeszyt 5; H. Skimborowicz: „Literaci i artyści polscy zmarli w ubiegłym roku”, Gazeta Warszawska 1856, nr 28
4. Żal przed uczynkiem. Opera. Przełożona dla teatru Bogusławskiego we Lwowie, wyst. Lwów przed rokiem 1799; informacja L. Bernacki: J. N. Kamiński. 1777-1855, Lwów 1911; K.W. Wójcicki: Życiorysy znakomitych ludzi, t. 2, Warszawa 1851; L. R. (Estreicher): „J. N. Kamiński”, Postęp 1861, zeszyt 5; H. Skimborowicz: „Literaci i artyści polscy zmarli w ubiegłym roku”, Gazeta Warszawska 1856, nr 28
5. J.P. Richter(?): Proces, jaki rzadko się wydarza. Komedia w 3 aktach, z prawdziwej anekdoty z niemieckiego Richtera przełożona... 1803(?) w Kamieńcu; rękopis: Biblioteka Teatru Śląskiego w Katowicach, sygn. 850
6. A.F. Kotzebue: Edward w Szkocji, czyli noc prześladowanego. Historyczne drama w 3 aktach, podług p. Duval przez p. Augusta de Kocebue napisane, a... tłumaczone w Dubnie 20 Septembris 1804 roku; rękopis: Ossolineum, sygn. 10178/I; (adnotacja cenzury z 28 stycznia 1818; A.F. Kotzebue przerobił dramat A. V. Pineux-Duval: Édouard en Écosse, ou la Nuit d’un proscrit)
7. F.J. de Soden: Aurora, czyli dziecko piekła. Drama w 5 aktach. Z niemieckiego... przełożona w Kamieńcu 1804; rękopis: Ossolineum, sygn. 10183/I
8. J.A. Törring Cronsfeld: Agniszka(!) Bernauer, czyli smutne zamęście. Tragedia w 5 aktach. Tłumaczona w Kamieńcu w Nowembrze (1804)...; rękopis: Ossolineum, sygn. 10770/I
9. J.H. Zschokke: Karol XII pod Benderem (Karl der Zwölfte bei Bender). Drama historyczna w 5 aktach. Z niemieckiego 1804 tłumaczył... (Kamiński przełożył raczej dramę Zschokkego niż przeróbkę Ch. A. Vulpiusa: Karol XII pod Benderem, czyli Sitach Manni. Dramat w 4 aktach; informacja L. Bernacki: J. N. Kamiński. 1777-1855, Lwów 1911
10. W. Shakespeare: Hamlet, królewicz duński. Tragedia w 5 aktach, w angielskim języku przez wiekopomnego Szekspira napisana, z niemieckiego zaś polskim piórem... przełożona, Minkowce 1805; egz. unikatowy w Bibliotece Jagiellońskiej, sygn. 24944/I; (przekład z przeróbki F.L. Schrödera)
11. W. Shakespeare: Makbet. Tragedia z Szekszpara(!) w 5 aktach... 1805 w Kamieńcu; rękopis: Ossolineum, sygn. 11306/I; (przekład z przeróbki F.L. Schrödera)
12. F.W. Ziegler: Wielkość duszy, czyli miłość ojczyzny Tyrolczyków. Komedia w 5 aktach..., wyst. Kamieniec 1805; rękopis: Biblioteka Teatru Śląskiego w Katowicach, sygn. 786
13. Bratobójstwo, czyli Osmond graf Convai. Romantyczne drama w 5 aktach. Podług angielskiego z niemieckiego na polski język... przełożone 1806 roku w Kamieńcu; rękopis: Ossolineum, sygn. 10008/I
14. J.H. Zschokke: Jezuici i straszny nieznajomy. Dramat historycznej osnowy, w 5 aktach, przez sławnego Czokę w niemieckim, a na polski język... 1807 (w Odessie przełożony); rękopis: Ossolineum, sygn. 11282/I
15. J.M. Babo: Otto z Wittelsbachu, falcgraf bawarski (Otton von Wittelsbach). Tragedia w 5 aktach, z niemieckiego... na teatr odeski uszczuplona... w Odessie 1808 (informacja L. Bernacki: J. N. Kamiński. 1777-1855, Lwów 1911)
16. C. Goldoni: Łgarz, czyli prawdą świat przejdziesz. Komedia w 3 aktach... przełożona w Odessie 1808 roku; rękopis: Ossolineum, sygn. 10054/I; (adnotacja cenzury z 27 lutego 1836)
17. Więźniowie z miłości. Komedia w 5 aktach. Z francuskiego na niemiecki, z niemieckiego na polski tłumaczył..., powst. 1809, wyst. Lwów przed rokiem 1814 (informacja L. Bernacki: J. N. Kamiński. 1777-1855, Lwów 1911)
18. A.F. Kotzebue: Beniowski na Syberii (Graf Benjowsky oder Verschwörung auf Kamtschatka). Drama w 5 aktach, wyst. Lwów 1812(?); inny tytuł: Osada na Kamczatce, czyli hrabia Beniowski (informacja L. Bernacki: J. N. Kamiński. 1777-1855, Lwów 1911; A.F. Kotzebue przerobił prawdopodobnie sztukę A. V. Pineux-Duvala)
19. G. Cords: Dwaj grenadierowie (Die beiden Grenadiere). Komedia w 3 aktach, z francuskiego na niemiecki, z niemieckiego na polski język przełożona..., powst. 1809, wyst. Lwów przed rokiem 1814; rękopis: Ossolineum, sygn. 10541/I; (adnotacja cenzury z 3 października 1832, podpisał Hofmann; autor oryginału francuskiego: J. Patrat)
20. F.W. Gotter: Medea. Melodrama w 1 akcie, z niemieckiego... przełożona, powst. 1812, wyst. Lwów przed rokiem 1815; rękopis: Ossolineum, sygn. 10782/I; (około roku 1785 przerabiał ją także F. Zabłocki)
21. F. Holbein: Miryna, królowa Amazonek (Mirina, Königin der Amazonen). Poema dramatyczne w 3 aktach, z niemieckiego... Muzyka p. Girowetz, kapelmistrza nadwornego wiedeńskiego, wyst. Lwów przed rokiem 1814; rękopis: Ossolineum, sygn. 10204/I (brak III aktu)
22. J.H. Collin: Regulus. Tragedia w 5 aktach, wyst. Lwów 1 kwietnia 1814
23. F. Kratter: Piotr Alexiewicz Pierwszy, car rosyjski, czyli dziewczyna z Marienburga. Drama w 5 aktach, z prawdziwej historii rosyjskiej napisana oryginalnie... Tłumaczona przez... dyr. teatrów lwowskich, wyst. Lwów przed rokiem 1815; rękopis: Ossolineum, sygn. 10086/I; (adnotacja cenzury rosyjskiej z roku 1862, zakazująca jej grania w Kielcach)
24. A.F. Kotzebue: Zamieszanie (Der Wirrwarr). Komedia w 5 aktach, wyst. Lwów przed rokiem 1816
25. F. Schiller: „Ideały (Die Ideale). Poemat”, Pamiętnik Lwowski 1816, t. 2, s. 172–175; wyd. następne zobacz: poz. 31 (i jej wyd. następne)
26. F. Schiller: Rękojmia (Die Bürgschaft). Ballada, deklamowana w teatrze lwowskim 9 marca 1816; wyd. zobacz: poz. 31 (i jej wyd. następne); rękopis: Biblioteka Jagiellońska, sygn. 2965
27. F. Schiller: Nurek. Poemat, deklamowany w teatrze lwowskim 9 marca 1816; wyd. zobacz: poz. 31 (i jej wyd. następne)
28. W. Shakespeare: Król Lear. Tragedia w 5 aktach... z prologiem, wyst. Lwów 2 grudnia 1816; rękopis: Ossolineum, sygn. 10036/I; (przekład z przeróbki Schrödera)
29. P. Corneille: Cyd. Tragedia w 5 aktach, wyst. Lwów 3 marca 1817; rękopis: Biblioteka Akademii Nauk USSR Lwów, zbiór Baworowskich, sygn. 850/II (odpis z egz. teatralnego z poprawkami i podpisem J. N. Kamińskiego)
30. F. Schiller: Pieśń o dzwonie, Lwów 1818; wyd. następne zobacz: poz. 31 (i jej wyd. następne); Biblioteka Konwersacyjna, t. 3 (1830); Lwów 1895; Lwów 1904
31. F. Schiller: Ballady i pieśni, Lwów 1818 (tekst polski i niemiecki); wyd. następne: Wiedeń 1820 rozszerzone, zobacz: Ważniejsze dzieła poz. 27 (tu m.in.: poz. 25-27, 30, fragmenty poz. 32, ponadto: Hymn do radości, Rezygnacja, Rękawiczka, Życie bogów, Ułomek); wiele utworów przedr. w: F. Schiller: Dzieła poetyczne i dramatyczne, t. 1, Lwów (1885); także t. 1, Stanisławów (1906); także pt. Dzieła wybrane, t. 1, Warszawa 1958; ponadto w wielu drobniejszych polskich zbiorkach poezji Schillera
32. F. Schiller: Don Karlos. Tragedia w 5 aktach, fragmenty (pt. Ułomek tragedii Don Karlos); zobacz: Ważniejsze dzieła poz. 27
33. F. Schiller: Zbójcy. Tragedia w 5 aktach, wyst. Lwów 5 listopada 1819; rękopis: Biblioteka Teatru Śląskiego w Katowicach, sygn. 801; (datowany: 1864; najprawdopodobniej odpis z rękopisu wcześniejszego)
34. A.F. Kotzebue: Wielowiedz (Wszystkowiedz). Komedia w 5 aktach, powst. październik 1819, wyst. 1821; rękopis: Biblioteka Narodowa, sygn. 987; (przekład przypisywany także L. A. Dmuszewskiemu i A.F. Żółkowskiemu)
35. Servasin: Aladyn, czyli nic więcej, jak tylko, co najpotrzebniejsze. Opera w 1 akcie, podług powieści p. Servasin z francuskiego dla lwowskiego teatru przełożona... z muzyka p. Girowetz, wyst. Lwów 10 grudnia 1819; rękopis: Ossolineum, sygn. 10759/I
36. A.F. Kotzebue: Ziwerciadło. Komedia w 1 akcie, wyst. Lwów 20 marca 1820
37. P. Calderón de la Barca: Otwarta tajemnica. Komedia w 3 aktach, wyst. Lwów 1824; fragm. Rozmaitości (Lwów) 1824, nr 20; zobacz: Ważniejsze dzieła poz. 27 (s. 110–113; Wyjątki z komedii Kalderona pod nazwiskiem Głośna tajemnica); przekład z przeróbki J. W. Lembert: Das öffentliche Geheimnis)
38. M. E. G. Théaulon, C. Ménissier: Dower i Kalet, czyli wet za wet (Douvre et Calais, ou partie et revanche). Komedia ze śpiewkami z francuskiego... we 2 aktach przełożona... (1824); rękopis: Ossolineum, sygn. 10163/I
39. A. Moreto: Donna Diana, czyli miłość i duma (El desden con el desden). Komedia w 3 aktach, wyst. Lwów 1825; przekład z przeróbki C. A. West (pseud., właściwie: J. Schreyvogel): Donna Diana
40. L. Angely: Siedem dziewcząt pod bronią (Sieben Mädchen in Uniform). Krotochwila w 1 akcie z muzyką różnych kompozytorów przetłumaczona z francuskiego, wyst. Lwów 6 stycznia 1826, wyd. Warszawa 1835 Teatra Warszawy. Oddział II, cz. 6; (porównaj: Ważniejsze dzieła poz. 58); Angely przełożył lub przerobił wodewil A. d’Artois, M. E. G. Théaulon: Les Femmes soldats, ou la forteresse mal défendue
41. P. Calderón de la Barca: Lekarz swojego honoru. Trajedia w 5 aktach, z dzieł... dla teatru polskiego przerobiona, Lwów 1827 (dedykowana „Obywatelom Galicji w hołdzie wdzięczności z głębokim uszanowaniem poświęcona...”); wyd. następne: Poznań 1881; rękopis: Ossolineum, sygn. 10081/I; (przekład z przeróbki niemieckiej C. A. West: Don Gutierre)
42. Tatzauer: J. O. Księciu JMci August. Longinowi Lobkowiczowi... kantata, tłumaczona z niemieckiego..., z muzyką Basznego, Lwów 1830; także pt. „Kantata na obchód ozdrowienia i szczęśliwego powrotu do Galicji J. O. Książęcia Jmci Augusta Longina Lobkowicza”, Rozmaitości (Lwów) 1830, nr 44; przedr. zobacz: Ważniejsze dzieła poz. 43
43. E. A. Scribe, E. Mazères: Duma w kuchni. Komedioopera w 1 akcie, powst. około roku 1832; rękopis: Biblioteka Jagiellońska, sygn. 7357; (adnotacja cenzury austriackiej)
44. Adela (Adélie, ou les faux aveugles). Komedia w 1 akcie, powst. 1833; rękopis: Ossolineum, sygn. 10578/I; (adnotacja cenzury austriackiej z marca 1833)
45. I. Lambinon: Gustaw, wychowaniec lasów Dalekarlijskich. Dramat w 3 aktach..., wyst. Lwów 7 października 1833; rękopis: Ossolineum, sygn. 11399/I
46. M. Guyot de Merville: Juan Murillo, czyli zbrodnia i odgłos sumienia. Dramat w 5 oddziałach..., wyst. Lwów 16 grudnia 1833; rękopis: Ossolineum, sygn. 11278/I
47. L. A. Albini: Sztuka i natura. Komedia w 4 aktach, przełożona najprawdopodobniej w roku 1834
48. F. Schiller: Dwaj Pikkolominiowie. Rzecz w 5 aktach..., Lwów 1834 (dedykowana Wincentemu hr. Łodzia Ponińskiemu); wyd. następne: zobacz poz. 51; F. Schiller: Dzieła poetyczne i dramatyczne, t. 2, Lwów (1885); także t. 3, Stanisławów (1906); F. Schiller: Dzieła wybrane, t. 2, Warszawa 1958
49. J.L. Deinhardstein: Garyk w Bristolu. Komedia w 4 aktach, wyst. Lwów 12 listopada 1834
50. J. Sheridan Knowles: Marianna, czyli mogiła ojca. Dramat w 5 aktach. Tłumaczył..., grudzień 1834, wyst. Lwów 3 kwietnia 1835
51. F. Schiller: Wallensztajn. Poemat dramatyczny. (Trylogia). Przekł..., cz. 1-2, Lwów 1837; wyd. następne w: F. Schiller: Dzieła poetyczne i dramatyczne, t. 2, Lwów (1885); także t. 3, Stanisławów (1906); F. Schiller: Dzieła wybrane, t. 2, Warszawa 1958; rękopisy: Biblioteka Akademia Nauk USSR Lwów (zbiór Baworowskich, sygn. 1279/I, egz. z archiwum cenzury); Biblioteka Teatru Śląskiego w Katowicach, sygn. 5389; części trylogii: Prolog; I. Obóz Wallensztajna; II. Dwaj Pikkolominiowie (zobacz: poz. 48); III. Śmierć Wallensztajna; pierwodruk fragm. Rozmaitości (Lwów) 1836, nr: 44, 56
52. M. N. Ballison de Rougemont: Leon, czyli syn nieznanych rodziców (Léon). Dramat w 5 aktach...; przedstawiony po raz pierwszy w Paryżu na teatrze de la Porte Saint-Martin 1836, a na scenie lwowskiej przez towarzystwo artystów francuskich odegrany w roku 1840; rękopis: Ossolineum, sygn. 10051/I
53. A. Arago, J. Marty: Wybuch śmiechu, czyli piętno hańby. Dzieło sceniczne w 3 aktach..., powst. 1841(?), wyst. Lwów 5 stycznia 1842; rękopis: Biblioteka Czartoryskich, sygn. II 5169
54. H. von Maltitz (H. von Kleucke): Jeździec artysta. Poemat; w teatrze lwowskim deklamował Dawison 1 lipca 1841; wyd. zobacz: Ważniejsze dzieła poz. 51
55. J. Mosen: Ostatnich dziesięciu z czwartego pułku (Lwów 1848); inny tytuł: Pułk czwarty
56. L. Feldmann: Radca izby obrachunkowej i jego córki (Der Rechnungsrat und seine Töchter). Komedia w 3 aktach, powst. 1849
57. F. Hebbel: Judyth, czyli oblężenie Bethulii. Trajedia w 5 aktach... dla sceny lwowskiej w czerwcu 1849 (przełożona); rękopis: Ossolineum, sygn. 11180/I
58. Ch. Birch-Pfeiffer: Matka i córka. Komedia w 4 aktach..., powst. 1849; informacja L. Bernacki: J. N. Kamiński. 1777-1855, Lwów 1911; K.W. Wójcicki: Życiorysy znakomitych ludzi, t. 2, Warszawa 1851; L. R. (Estreicher): „J. N. Kamiński”, Postęp 1861, zeszyt 5; H. Skimborowicz: „Literaci i artyści polscy zmarli w ubiegłym roku”, Gazeta Warszawska 1856, nr 28
59. Córki na wydaniu. Komedia w 3 aktach, z niemieckiego..., powst. 1849, wyst. Lwów 1 stycznia 1851
60. F. Soulié, T. Dehay: Wywołaniec (Le Proscrit). Dramat w 5 aktach..., wyst. Lwów 25 stycznia 1850; rękopis: Biblioteka Czartoryskich, sygn. 5178
61. Wielka inkwizycja. Dramat historyczny z ewolucjami, tańcami, w 5 aktach, wyst. Lwów 19 kwietnia 1850; rękopis: Biblioteka Czartoryskich, sygn. 5186
62. Faustyn I, cesarz Haity. Krotochwila w 4 aktach z przygrywką: Europą znudzeni, wyst. Lwów 11 października 1850; rękopis: Ossolineum, sygn. 11260/I
63. E. Raupach: Homeopata i alleopata, czyli doktor i aptekarz. Krotochwila w 3 aktach..., wyst. Lwów 14 lutego 1851; rękopis: Ossolineum, sygn. 10199/I
64. F. Kaiser: Przerachował się! Obraz oryginalny charakterów, ze śpiewkami w 3 aktach, wyst. Lwów 28 września 1851
65. J. Kolar: Monika. Tragedia w 3 aktach, wyst. Lwów 12 listopada 1851 (przekład z przeróbki niemieckiej J. Philippa)
66. J. Sandeau: Helena de Seiglière. Komedia w 4 aktach..., powst. 1852; rękopis: Ossolineum, sygn. 101/I; (przekład z przeróbki niemieckiej Bernarda)
67. E. A. Scribe, G. M. J.B. Legouvé: Wojna kobiet, czyli walka o miłość. Komedia w 3 aktach, wyst. Lwów 1852; rękopis: Biblioteka Teatru Śląskiego w Katowicach, sygn. 750
68. M. Warner: Żona stangreta. Komedia w 1 akcie, wyst. Lwów 12 stycznia 1853
69. A. M. B. Gaudichot-Masson: Żebraczka. Dramat w 5 aktach, wyst. Lwów 13 marca 1853
70. V. Prix: Życie bliźniaków, czyli koleje losu. Dramatyczny obraz, wyst. Lwów 13 marca 1853
71. F.P. Dumanoir, A.F. d’Ennery: Chata wuja Tomasza. Dramat w 5 aktach, wyst. Lwów 20 stycznia 1854
72. A. Anicet-Bourgeois, A. M. B. Gaudichot-Masson: Podrzutki. Dramat w 7 krótkich oddziałach, wyst. Lwów 8 lutego 1854
73. A. Anicet-Bourgeois, F.P. Dumanoir: Czarny lekarz. Dramat w 3 oddziałach, 5 aktach, wyst. Lwów 30 czerwca 1854
74. J.F. A. Bayard, M. E. G. Théaulon: Matka debiutantki, czyli przed- i zakulisowe sceny. Obraz dramatyczny z życia aktorki, w 5 oddziałach..., wyst. Lwów 1854; rękopis: Ossolineum, sygn. 10223/I; (przekład z przeróbki niemieckiej: Der Vater der Debütantin oder doch dargesetzt)
75. M.F. Soulié, M. H. A. Bossange (ps. Nemo): Człowiek z wielkiego świata i skutki obłąkanej miłości. Drama w 5 aktach..., wyst. Lwów 1854; rękopis: Ossolineum, sygn. 5070/I
76. Hymn ludu. Na melodię Haydena (!), Lwów 1854
77. F. Schiller: Wilhelm Tell, czyli oswobodzenie Szwajcarii. Dramat w 5 aktach, Lwów 1880, Biblioteka Mrówki nr 82-83; wyd. następne: F. Schiller: Dzieła poetyczne i dramatyczne, t. 2, Lwów (1885); wyd. osobne: Złoczów 1903; F. Schiller: Dzieła poetyczne i dramatyczne, t. 6, Stanisławów (1906); wyd. osobne: Warszawa 1911, Biblioteka Uniwersytetu Ludowego i Młodzieży Szkolnej nr 157; także wyd. 2 Warszawa 1925; Warszawa 1958, Biblioteka Szkolna; F. Schiller Dzieła wybrane, t. 3, Warszawa 1958
78. A. Dumas, L. Lhérie (Brunswick): Lird z Dumbicki (albo: Laird z Dumbiki). Komedia w 5 aktach; rękopis Ossolineum, sygn. 11322/I
79. J. Engel (?): Przypowieści naukowe dla aktorów (Ideen zu einer Mimik); informacja F. Jaworski: Lwów stary i wczorajszy (szkice i opowiadania), Lwów 1911.

### Listy i materiały
1. Do A. Fredry 2 listy – z 25 kwietnia 1825 i 28 lutego 1833, ogł. S. Schnür-Pepłowski: „Z papierów po Fredrze. Przyczynek do biografii poety”, Kraków 1899; list z 28 lutego ogł. także E. Kucharski: „Chronologia komedii i niektórych pomniejszych utworów A. Fredry”, Rozprawy AU Wydział Filologiczny, t. 61 (1933)
2. Do G. Pawlikowskiego z 14 lipca 1826, ogł. L. Bernacki: „J. N. Kamiński. 1777-1855. Materiały do biografii Kamińskiego i dziejów teatru polskiego we Lwowie”, Stulecie Gazety Lwowskiej 1811-1911, t. 1, cz. 2, Lwów 1911 i odb.
3. Do H. Rzewuskiego z 1829; rękopis: Ossolineum, sygn. 5997/II
4. Do T. Wasilewskiego 2 listy z lat 1829–1830; rękopis: Ossolineum, sygn. 3230/II; ogł. B. Czarnik: „Z życia J. N. Kamińskiego”, Ateneum 1890, t. 4, zeszyt 2 i odb. (Warszawa 1891); list z 1829 ogł. ponadto B. Czarnik Sprawozdanie z Czynności Zakładu Narodowego im. Ossolińskich za r. 1890 i odb.
5. Do Adama Zamoyskiego z 1844, ogł. K. Estreicher: Teatra w Polsce, t. 3, Kraków 1879, s. 461–475; także wyd. 2 Warszawa 1953
6. Wyimek z listu do W. Chł.(ędowskiego), brak daty (sprzed roku 1846); rękopis: Biblioteka PAN Kraków, sygn. 716, k. 34-36
7. Do nieznanego adresata list w jęz. niemieckim (1849/1850), ogł. M. Rulikowski: „Autobiografia J. N. Kamińskiego”, Ruch Literacki 1926, zeszyt 10
8. Do B. Zaleskiego z 13 grudnia 1852; rękopis: Biblioteka Jagiellońska, sygn. 9202/III
9. Do K. Szajnochy, brak daty; rękopis: Ossolineum, sygn. 6518/I
10. Świadectwo ukończenia gimnazjum z roku 1796, ogł. W. Hahn: „Do biografii J. N. Kamińskiego”, Ruch Literacki 1929, nr 8, s. 252
11. „Wspomnienia. Fragm.”, Afisz Teatralny 1873, nr 148; przedr.: K. Estreicher: Teatra w Polsce, t. 3, Kraków 1879, s. 155–159.

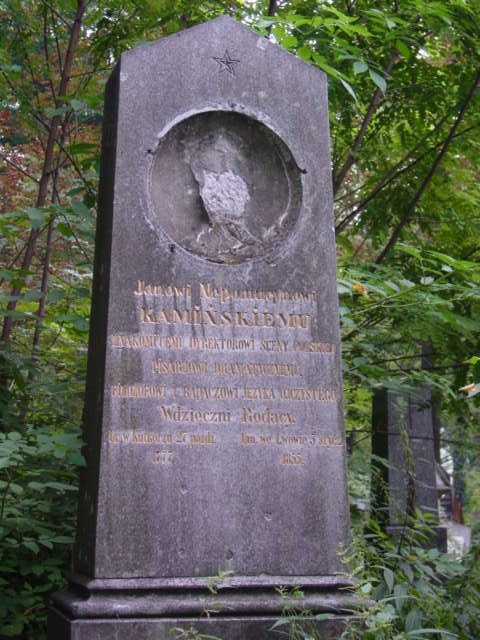
Grób J. N. Kamińskiego (2002)
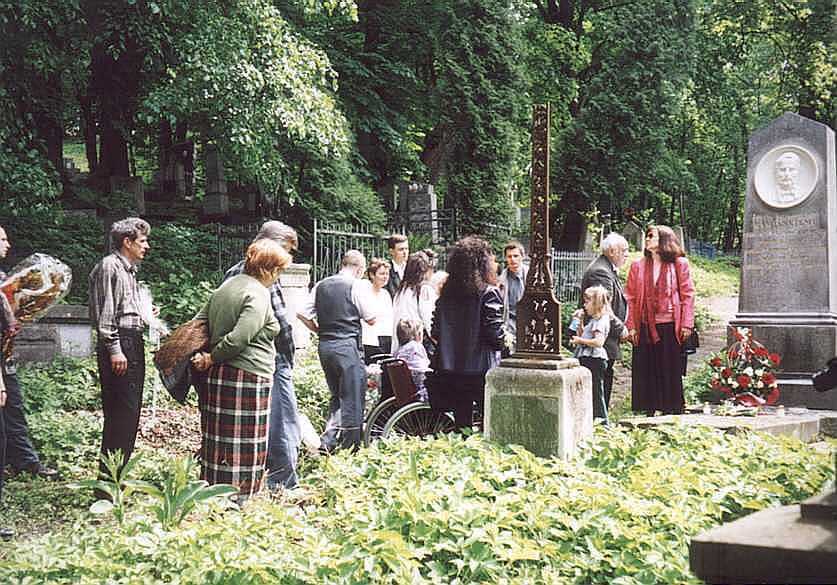
Zespół Polskiego Teatru Ludowego we Lwowie przy odnowionym grobie Jana Nepomucena Kamińskiego (2004)
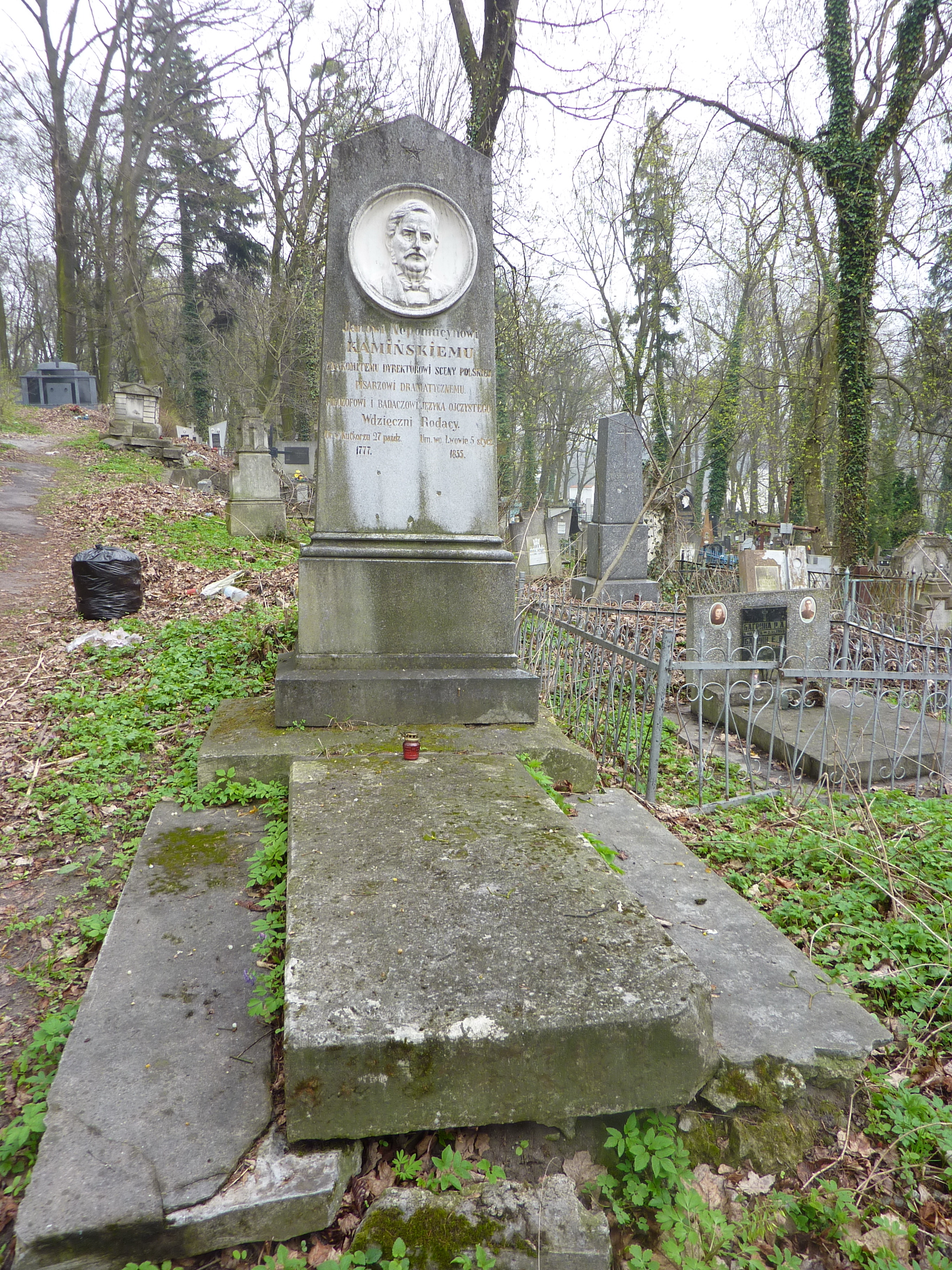
Grób J. N. Kamińskiego (2010)